# Alexandru Ceapoi
Alexandru Ceapoi (născut la data de 16 februarie 1952) a fost un deputat român în legislatura 1990-1992, ales în județul Cluj, începând de la data de 14 ianuarie 1992, când l-a înlocuit pe deputatul Vasile Sălăgean, ales pe listele FSN.